# Михневы
Михневы (Михновы) — дворянский род.

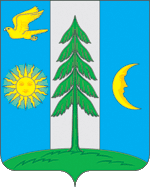
Герб дворян Михневых составил основу герба и флага городского поселения Михнево

При подаче документов (06 марта 1687) для внесения рода в Бархатную книгу, была предоставлена родословная роспись Михневых.
Род Михневых внесён в VI часть родословных книг Московской и Воронежской губерний.

## Происхождение и история рода
Потомство Елизария (Ёлки) Ивановича, выехавшего, по сказаниям старинных родословцев, к великому князю Иоанну III Васильевичу. Михневы: Богдан, Лаврентий и Перфилий за службу жалованы грамотами и поместьями (1621).
Ермолай Иванович, по прозванию Истома, дворянин посольства в Польше (1600), воевода в Путивле (1605), послан против «вора Петрушки», по приказанию последнего замучен казаками. Игнатий Истомин воевода в Ливнах (1614-1616), в Осколе (1617). Яков Артемьевич Михнев стряпчий (1658-1676), стольник (1680-1686), воевода в Вязьме (1686).

## Описание герба
В голубом поле щита изображено в сиянии солнце (польский герб Солнце), золотой полумесяц, рогами обращенный в левую сторону, и между ними на серебряной полосе находится дерево ель.
На щите дворянский коронованный шлем. Нашлемник: три страусовых пера. Намёт на щите голубой, подложенный золотом. Щитодержатели: лев и единорог. (Гербовник IX, 40).

## Известные представители
- Михнев Матвей — губернатор в Лебедяни (1621).
- Михнев Игнатий — стольник, воевода в Курмыше (1620).
- Михнев Савва Захарьевич — тульский городовой дворянин (1627-1629).
- Михневы: Иван и Артемий Истомины — московские дворяне (1627-1640).
- Михнев Иван Артемьевич — московский дворянин (1672-1677).
- Михнев Иван Еремеевич — стряпчий (1679), московский дворянин (1692).
- Михнев Абрам Игнатьевич — стряпчий (1692)[4][3].